# Allen Ludden
Allen Ludden (ur. 5 października 1917, zm. 9 czerwca 1981) – amerykański gospodarz teleturnieju i osobowość telewizyjna.

## Wyróżnienia
Posiada swoją gwiazdę na Hollywoodzkiej Alei Gwiazd.